# Василько Ростиславич
Василько Ростиславич (бл.1066 — 28 лютого 1124/1125) — теребовлянський князь, разом з братами Рюриком та Володарем — один із засновників незалежного Галицького князівства.

## Біографія
Третій син тмутараканського князя Ростислава Володимировича. Його батько — перший князь-«ізгой» — був отруєний у Тмутаракані. Після смерті батька 1067 року разом зі старшими братами Рюриком і Володарем, Василько був вигнаний із Тмутаракані, і відтак усі троє самі зробилися «князями-ізгоями».
1084 року Рюрик за підтримки місцевого населення захопив владу в Перемишлі. Незабаром до нього приєдналися молодші брати Володар (осів у Звенигороді) та Василько (осів у Теребовлі). Таким чином сформувалися незалежні Перемиське, Звенигородське та Теребовлянське князівства, які в 1141 році син Володаря Володимирко об'єднав у єдине Галицьке князівство.
Поклав початок галицькій експансії в пониззя Дністра та активно розвивав стосунки з Візантією. 1091 року дружина Василька, можливо, брала участь в битві на ріці Маріці неподалік від Константинополя на стороні візантійського імператора Олексія I Комніна та в союзі з половцями на чолі з Тугорканом та Боняком, в якій союзне військо завдало поразки печенігам.
1092 року Василько Ростиславич уклав союз із половцями і рушив у похід на Польщу «пустошити ляхів».

## Осліплення
Курс Ростиславичів на незалежність їхніх князівств викликали невдоволення волинського князя Давида, який перед тим контролював галицькі землі та київського князя Святополка II, що боявся зростання впливу галицьких князівств.
В 1097 році Василько брав участь у Любецькому з'їзді князів. Вже по дорозі додому, його запросив погостювати київський князь Святополк II. Не очікуючи зради, Василько погодився, хоч вірний дружинник і попереджав його про змову.
Василька схопили слуги Святополка Ізяславича та Давида Волинського, а вівчар Святополка Берендій його осліпив.
Повість про осліплення Василька була створена Василем Волинянином та включена у Повість минулих літ:

| І послухав його Святополк, і послав [посла] по Василька, говорячи: «Якщо ж ти не хочеш ждати до іменин моїх, то прийди нині та привітаєш мене і посидимо ми всі з Давидом». І Василько обіцявся прийти, не знаючи лукавства, що його кував на нього Давид. Василько, отож, сівши на коня, поїхав. І встрів його отрок його, і розповів йому, говорячи: «Не ходи, княже. Вони хотять тебе схопити». Та не послухав він його, думаючи: «Як мене хотять схопити? Щойно вони цілували хреста, кажучи: «Якщо хто проти кого буде, то хрест проти того хай [буде] і ми всі». І, подумавши так, він перехрестився, мовлячи: «Воля господня хай буде». І приїхав він з невеликою дружиною на княжий двір. І вийшов назустріч йому Святополк, і пішли вони в гридницю, і прийшов Давид, і сіли вони, і почав Святополк говорити: «Останься на святки». І сказав Василько: «Не можу я, брате, остатись. Уже повелів я обозові піти вперед». Давид же сидів, як німий. І сказав Святополк: «Снідай, брате». І згодився Василько поснідати. І сказав Святополк: «Ви посидьте удвох тут, а я піду розпоряджусь». І він вийшов звідти, а Давид із Васильком сиділи удвох, і почав Василько говорити до Давида; а Давид не міг ні говорити, ані слухати, бо він злякався був, облуду маючи в серці. І, посидівши трохи, Давид сказав: «Де є брат?» А вони, [слуги], сказали йому: «Стоїть на сінях». І, вставши, Давид сказав: «А піду я до нього, а ти тут, брате, посиди». І, вставши, Давид вийшов звідти. А як вийшов Давид, то заперли Василька в п’ятий [день] листопада і, окувавши у дві окови, приставили до нього сторожів на ніч. А назавтра Святополк скликав бояр і киян і розповів їм, що йому розказав був Давид, мовляв: «Брата тобі він убив і на тебе врадився з Володимиром. Він хоче тебе убити і город твій зайняти». І сказали бояри і люди: «Тобі, княже, голови своєї треба берегти. І якщо сказав правду Давид, хай дістане Василько кару. Якщо ж неправду говорив Давид, хай дістане він одплату від бога і одповідає перед богом». І довідалися [про це] ігумени, і стали вони благати за Василька перед Святополком, і сказав їм Святополк: «Оно Давид!» А Давид, це вивідавши, став під’юджувати [Святополка] на осліплення [Василька]: «Якщо ж ти сього не зробиш і його пустиш, то ні тобі [не] княжити, ні мені»,— бо Святополк хотів пустити його, а Давид не хотів, остерігаючись його. І на ту ніч повезли його до Звенигорода,— а це є город невеликий коло Києва, так верстов із десять оддалеки,— і, привізши його на возі, окованого, зсадили його з воза, і ввели у невелику хижу. І коли він [тут] сидів, узрів Василько торчина, що гострив ножа, і зрозумів, що хотять його осліпити, і заволав він до бога плачем великим і стогоном великим. І тут увійшли, послані Святополком і Давидом, Сновид Ізечевич, конюх Святополків, і Дмитро, конюх Давидів, і стали розстеляти ковер. І, розіславши, вони схопили Василька обидва, намагаючись повалити його. Та він боровся з ними кріпко, і не могли вони його удвох повалити. А тут увійшли другі, і повалили вони його, і зв’язали його, і, знявши дошку з печі, поклали на груди йому. І сіли по обидва боки Сновид Ізечевич і Дмитро, і не могли його удвох вдержати. Тоді підійшло інших двоє, і зняли вони другу дошку з печі, і сіли оба, і придавили його так сильно, що груди затріщали. І приступив торчин, на ім’я Берендій, овчар Святополків, держачи ножа. Він намагався ввертіти ножа в око, та не попав у око, а перерізав йому лице,— і було знати [пізніш] рану ту на лиці його. Потім же він увертів йому ножа в око і вийняв зіницю, тоді в друге око ввертів ножа і вийняв другу зіницю. І по тім часі він був, як мертвий… |

## Розбудова Теребовлянського князівства
Поки Василько перебував в полоні, Давид Волинський в союзі з половцями напав на Теребовлянське князівство і почав займати прикордонні фортеці. Проте на захист земель Василька виступив Володар, переміг Давида та домігся визволення Василька.
1099 року проти Ростиславичів виступив київський князь Святополк II. У битві на Рожному полі (на захід від міста Золочева) об'єднане військо Володаря та Василька розгромило дружину Святополка II, який був змушений рятуватися втечею до Володимира. Того ж року над Вягром, неподалік від Перемишля, за допомогою половецького хана Боняка Ростиславичі завдали поразки угорському війську на чолі з королевичем Коломаном, якого закликав на допомогу Святополк. Завдяки цим двом перемогам, Ростиславичі забезпечили незалежність Галицької землі.
На новому князівському з'їзді у Витачеві під Києвом 1100 року, що був по суті продовженням Любецького з'їзду, Святополк, Володимир, Давид і Олег уклали між собою мир. Давид Ігорович втратив Володимир, натомість став правити у Дорогобужі та Буську. З'їзд також вирішив забрати у Василька Теребовлянське князівство і віддати його Святополку, проте Володар і Василько відмовились виконувати несправедливе рішення.
У надзвичайних умовах та під тиском як зі сходу, так і з заходу, осліплений Василько проявив себе талановитим правителем. 1122 року Володар через зраду Петра Властовича потрапив в руки польського князя Болеслава III Кривовустого. За величезний як на той час викуп у 20 тисяч гривень сліпий Василько викупив брата з польського полону.

## Родина
Після смерті Василька Ростиславича в 1124 році від Теребовлянського князівства відокремилось Галицьке, в якому став правителем син Василька Ігор, а Теребовля відійшла Ростиславу.
Діти:
- Ігор (? — 1141), князь галицький.
- Ростислав (? — 1141), князь теребовлянський.
- NN Васильківна (? — ?), дружина чеського князя Вратислава Брненського.

## Вшанування пам'яті
- У 1997 році зображення Василька Ростиславича на постаменті пам'ятника 900-річчя з'їзду князів у Любечі.
- На честь князя Василька споруджено пам'ятник у Теребовлі.
- У Теребовлі є вулиця Князя Василька.

### У літературі
- Історичний роман у двох томах про теребовлянського князя Василька, надрукований 1923 року в 32-33 частинах Бібліотеки «Українського слова» у Берліні. 1995 року перевиданий у тернопільському видавництві.
  - Бирчак В. Василько Ростиславич. т. 1. [Архівовано 28 березня 2020 у Wayback Machine.] — Берлін: Українське слово, 1923. — 256 с.
  - Бирчак В. Василько Ростиславич. т. 2. [Архівовано 28 березня 2020 у Wayback Machine.] — Берлін: Українське слово, 1923. — 240 с.
- Історію його осліплення українська поетеса Ліна Костенко виклала у вірші «Князь Василько»[3].

## Світлини

Пам'ятник князеві Васильку в Теребовлі
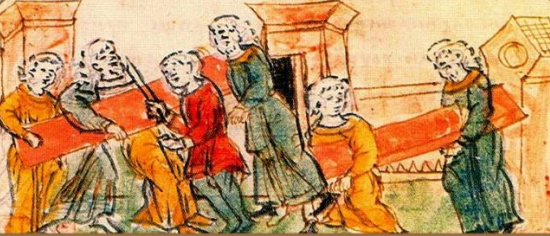
Осліплення князя Василька. Мініатюра з Радзивіллівського літопису XV ст.
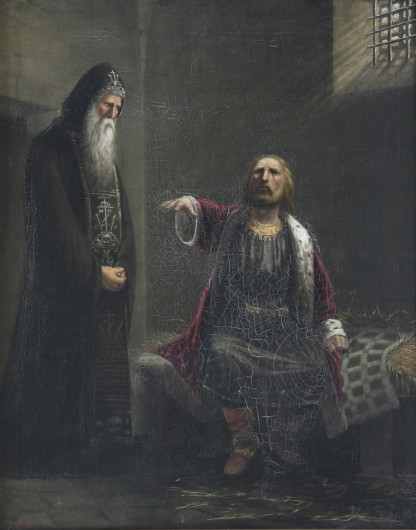
Корнило Устиянович. «Василько Теребовельський», 1866. Національний музей у Львові.